# اليوم الذي ابتسمت فيه الأرض

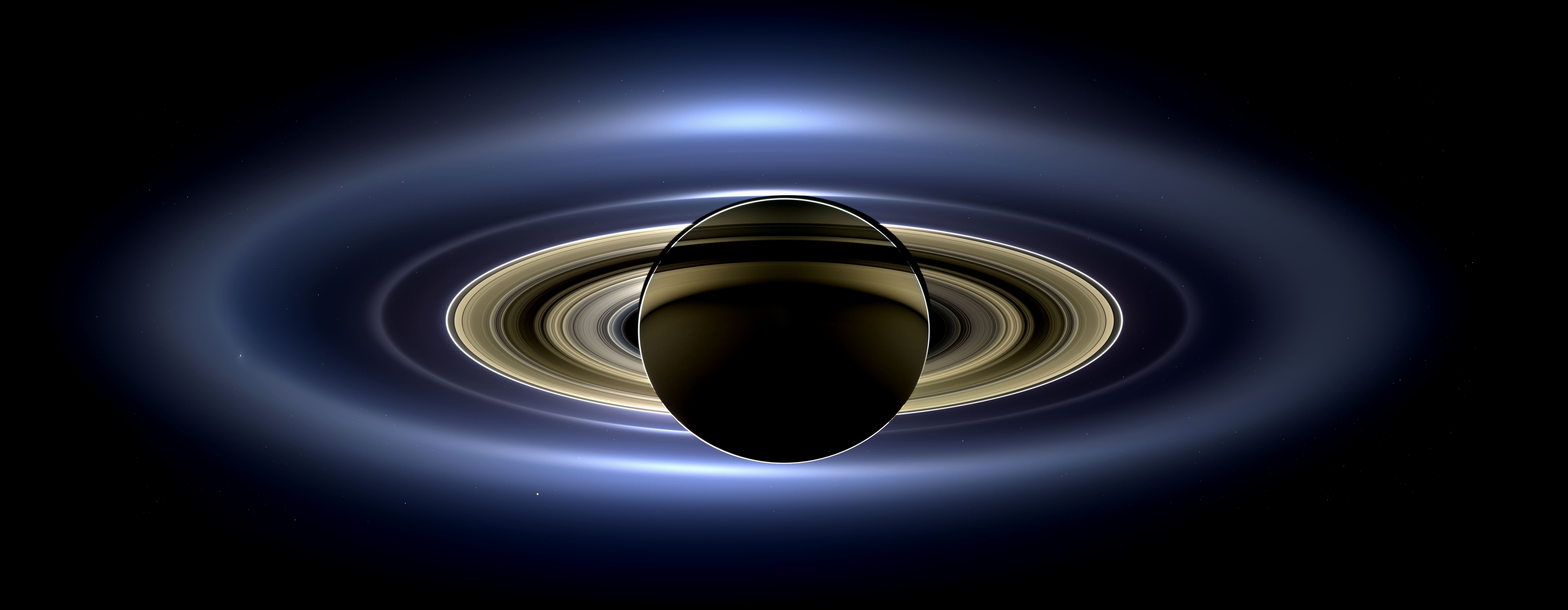
فسيفساء كاملة من الصور التُقطت من قِبل المسبار الفضائي كاسيني في 19 يوليو 2013.

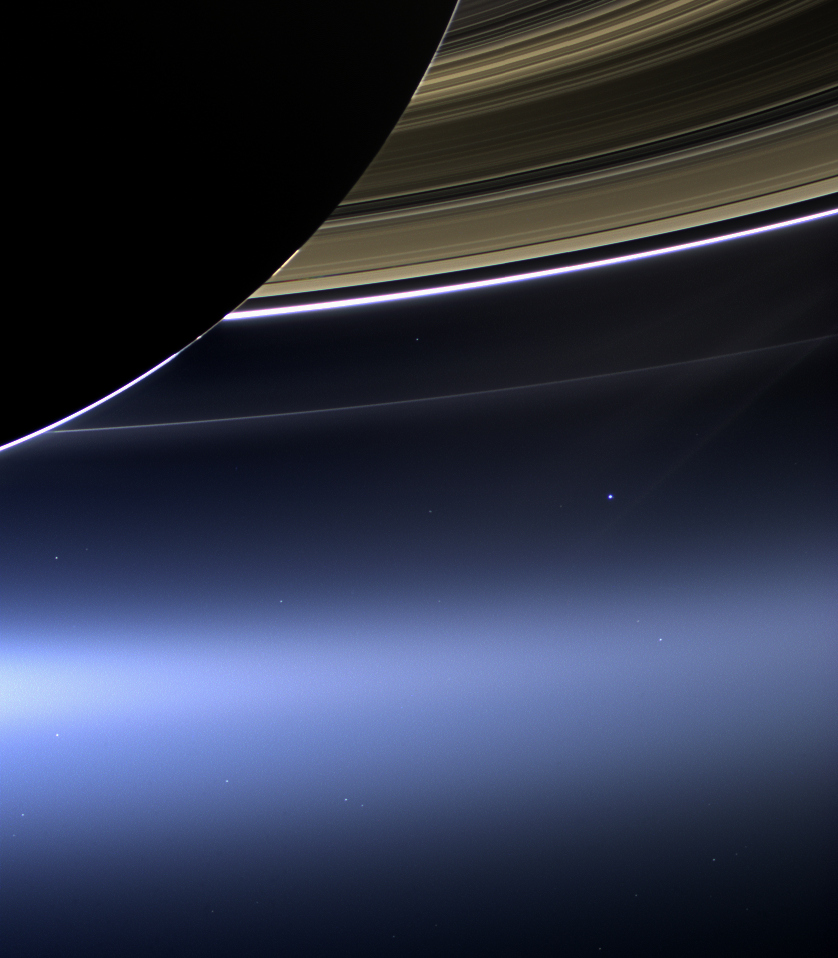
يمكن رؤية الأرض كنقطة زرقاء أسفل حلقات زحل في هذه الصورة التي التقطها كاسيني في 19 يوليو 2013.

اليوم الذي ابتسمت فيه الأرض (بالإنجليزية: The Day the Earth Smiled) يشير إلى التاريخ 19 يوليو 2013، الذي تحول فيه المسبار الفضائي كاسيني إلى تصوير زحل ونظامه الحلقي كله، والأرض أثناء كسوف الشمس، كما فعل مرتين من قبل (في 2006 و2012) خلال السنوات التسعة السابقة في المدار. الاسم يشير أيضًا إلى جميع الأنشطة المرتبطة بهذا الحدث بالإضافة إلى اليوم الذي ابتسمت فيه الأرض، صورة الفسيفساء نفسها.
تم تصوره من قِبل قائد فريق تصوير كاسيني وعالمة الكواكب كارولين پوركو، دعا التصور جميع شعوب العالَم ليفكروا في مكانهم في الكون، وللإعجاب بالحياة على الأرض، في نفس الوقت الذي يتم فيه التقاط الصور، للبحث والابتسام في الاحتفالية.
تمت معالجة الفسيفساء النهائية من 19 يوليو في مختبر كاسيني التصويري المركزي للعمليات (Cassini Imaging Central Laboratory for Operations-CICLOPS)، واصدارها للجمهور في 12 نوڤمبر 2013. صورة اليوم الذي ابتسمت فيه الأرض تشمل الأرض والمريخ والزهرة والعديد من أقمار زحل. تم التقاط صورة ذات دقة أعلى بواسطة كاميرا كاسيني ذات الزاوية الضيقة للأرض وقمرها كنقاط متميزة من الضوء وصدرت بعد ذلك بوقت قصير.

## أحداث

صورة فسيفسائية من حملة ناسا "موجة عند زحل" (Wave at Saturn). الكولاج يحتوي على حوالي 1,600 صورة التقطها أفراد من الجمهور في اليوم الذي ابتسمت فيه الأرض.

التقط المسبار كاسيني صورًا للأرض من مسافة تقترب من المليار ميل في الساعة 21:27 ت ع م في يوليو 2013، هناك عدد من الأنشطة تم التخطيط لها بالتزامن مع هذه المناسبة:
- إنشاء موقع The Day the Earth Smiled كبوابة للأنشطة المرتبطة مع 19 يوليو.[7] وعلى ذلك شجعت پوركو العالم للاحتفال بالحياة على كوكب الأرض والإنجازات الإنسانية في استكشاف النظام الشمسي.
- قام فليكون بلا حدود بتنسيق الأحداث دوليًا.[8]
- قادت ناسا أحداثًا ذات صلة سُميت موجة عند زحل (Wave at Saturn) «للمساعدة في الاعتراف بالصورة البين كوكبية التاريخية في الوقت الذي يتم التقاطها فيه».[9]
- تقام مسابقة «رسالة إلى الطريق اللبني» من قِبل شركة پوركو (Diamond Sky Productions). وهي مسابقة على جزئين: يمكن للناس تقديم صورة رقمية التُقطت في 19 يوليو/أو تأليف موسيقي. المدخلات الفائزة ستُرسل كرسالة إلى كواكب خارج الأرض، «في داخل الطريق اللبني من تلسكوپ أرسيپو الراديوي في پورتوريكو».[10] وهذا يقلد النموذج الذي وُضع في 1974 عندما تم بث أول اتصال جاد للحضارات الفضائية، رسالة أرسيپو، من أرسيپو.

## نتائج
تم تلقي الصور الخام من كاسيني على الأرض بعد وقت قصير من الحدث، وتم إصدار زوج من الصور المعالَجة -صورة عالية الدقة للأرض والقمر، وجزء صغير من الفسيفساء النهائية عريضة الزاوية تُظهر الأرض- إلى الجمهور بعد أيام قليلة من تسلسل تصوير 19 يوليو.
تمت معالجة الفسيفساء الكاملة في مختبر كاسيني التصويري المركزي للعمليات (Cassini Imaging Central Laboratory for Operations-CICLOPS) تحت إشراف پوركو على مدى شهرين تقريبًا. وخلال أربعة ساعات استغرقها كاسيني لتصوير مشهد 404,880 عرض-ميل، التقط المسبار الفضائي ما مجموعه 323 صورة، تم استخدام 141 منها في الفسيفساء النهائية. كشفت ناسا أن هذه الصورة شملت لأول مرة أربعة كواكب هي زحل والأرض والمريخ والزهرة تم التقاطها في وقت واحد في الضوء المرئي بواسطة المسبار كاسيني. كما كانت هذه هي المرة الأولى التي يتم تقديم تنبيه للعامة بأنه سيتم التقاط صورتهم من النظام الشمسي الخارجي.
إصدار ناسا الرسمي لفسيفساء اليوم الذي ابتسمت فيه الأرض النهائية في 12 نوڤمبر 2013، قابل الكثير من الضجة في وسائل الإعلام الإخبارية حول العالم. تصدرت الصورة الصفحة الأولى لنيويورك تايمز في اليوم التالي. وأشادت الشخصيات العامة من بينها المنتج سيث ماكفارلن بالصورة. تم تقديم الصورة أيضًا من قِبل كارولين پوركو، وتم إهداءها للفلكي الراحل كارل ساجان في احتفال بمكتبة الكونجرس تكريمًا لساجان. بالإضافة إلى ذلك تم إصدار كولاج من الصور التي قدمها 1,600 فرد من الجمهور لحملة ناسا موجة عند زحل (Wave at Saturn) في 12 نوڤمبر.

## وصلات خارجية
- الموقع الرسمي لليوم الذي ابتسمت فيه الأرض
- Raw Images